# Buyeo-gun
Buyeo-gun är en landskommun (gun) i den sydkoreanska provinsen Södra Chungcheong. Den hade 66 472 invånare vid slutet av 2020.
Största orten och kommunens administrativa centralort är köpingen Buyeo-eup. Resten av kommunen är indelad i femton socknar (myeon): 
Chochon-myeon,
Chunghwa-myeon,
Eunsan-myeon,
Guryong-myeon,
Gyuam-myeon,
Hongsan-myeon,
Imcheon-myeon,
Jangam-myeon,
Naesan-myeon,
Nam-myeon,
Oesan-myeon,
Oksan-myeon,
Sedo-myeon,
Seokseong-myeon och
Yanghwa-myeon.